# Mahya Dağı
Mahya Dağı (bulgarisch (Голяма) Махиада – (Goljama) Machiada) ist ein 1031 m hoher Berg im Strandschagebirge (Yıldızgebirge) in der Türkei.